# Serik Kazbekov
Serik Kazbekov –en ucraniano, Серик Казбеков– (Almá Atá, URSS, 12 de enero de 1970) es un deportista ucraniano que compitió en escalada. Ganó una medalla de plata en el Campeonato Mundial de Escalada de 1993, en la prueba de velocidad.

## Palmarés internacional
| Campeonato Mundial | Campeonato Mundial  | Campeonato Mundial | Campeonato Mundial |
| Año                | Lugar               | Medalla            | Prueba             |
| ------------------ | ------------------- | ------------------ | ------------------ |
| 1993               | Innsbruck (Austria) | Medalla de plata   | Velocidad          |